# ヨハン・トマス・ロンビュー

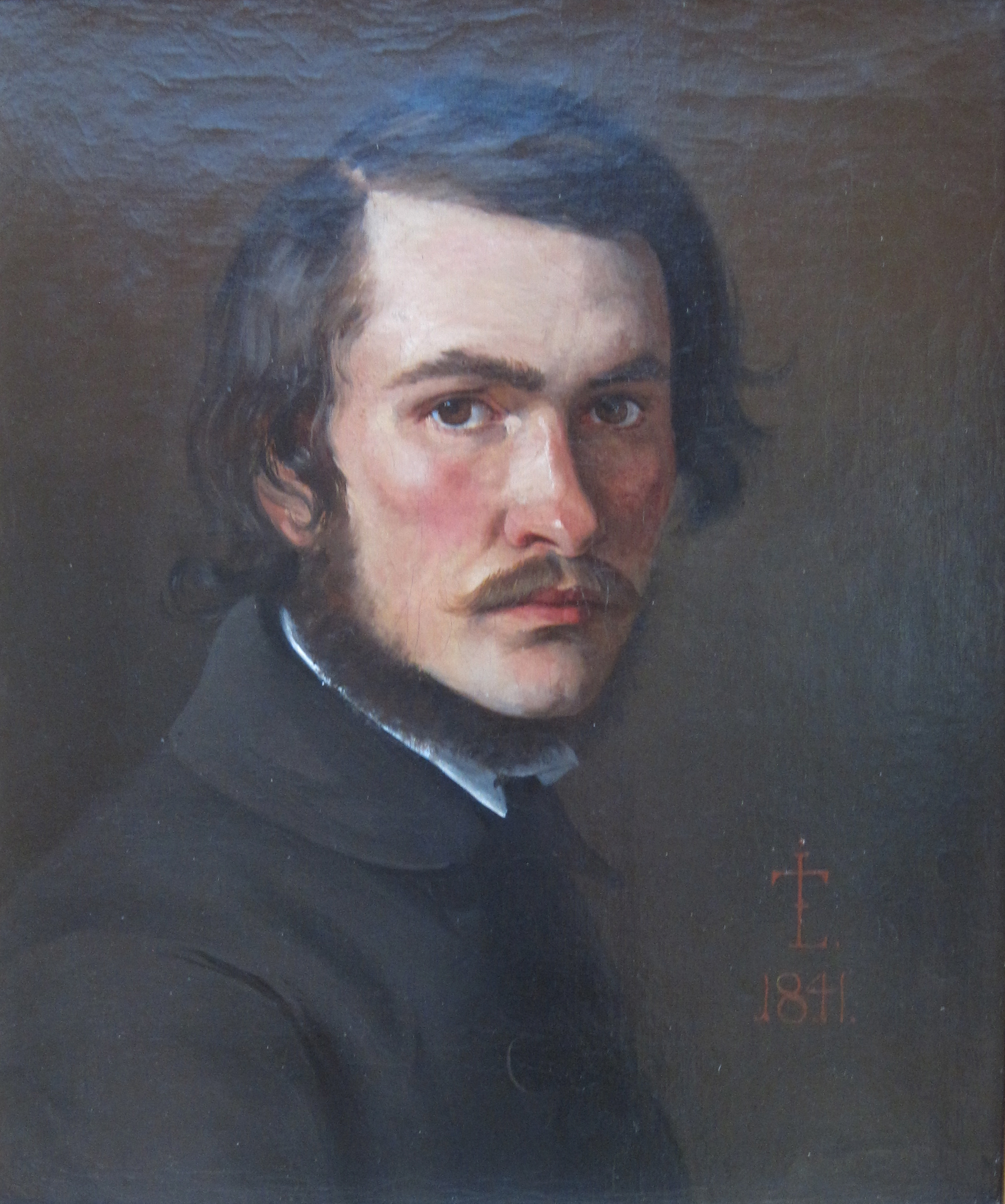
ヨハン・トマス・ロンビューの自画像

ヨハン・トマス・ロンビュー（Johan Thomas Lundbye、1818年9月1日 - 1848年4月26日）はデンマークの風景画家である。「デンマーク黄金時代」と呼ばれる時代の最後の世代に属する画家であったが、29歳で事故死（戦死）した。

## 略歴
シェラン地域のカロンボー(Kalundborg)に生まれた。兄のカール・クリスチャン・ロンビュー(Carl Christian Lundbye)は軍人の道に進み、後に戦争大臣となる人物である。
コペンハーゲンのデンマーク王立美術院で、ルンド(Johan Ludwig Lund)の元で学んだ。同世代の画家にはスコウゴール(Peter Christian Thamsen Skovgaard）、フレーリク(Lorenz Frølich）、イアイコウ(Jens Adolf Jerichau）らがいる。ナショナル・ロマンティシズムと呼ばれる、祖国の風景を描く動きに影響をうけている。
1848年春にシュレースヴィヒ公国の帰属をめぐる紛争が始まると、ロンビューはデンマーク王国軍に志願兵として参加したが、前線に到着すると程なく、銃の暴発事故で負傷し、その8日後に死亡した。「デンマーク黄金時代」は、ロンビューの死をもたらしたシュレースヴィヒ＝ホルシュタイン戦争などによって、デンマークの繁栄が失われることによって終わった。

## ロンビューの作品
- Hankehøj (1847)
- デンマークの海岸 (1843)
- 草原の2頭の牛 (1845)
- スウェーデンのそり(1838)
- (1847)
- (1845)